# Pulpul

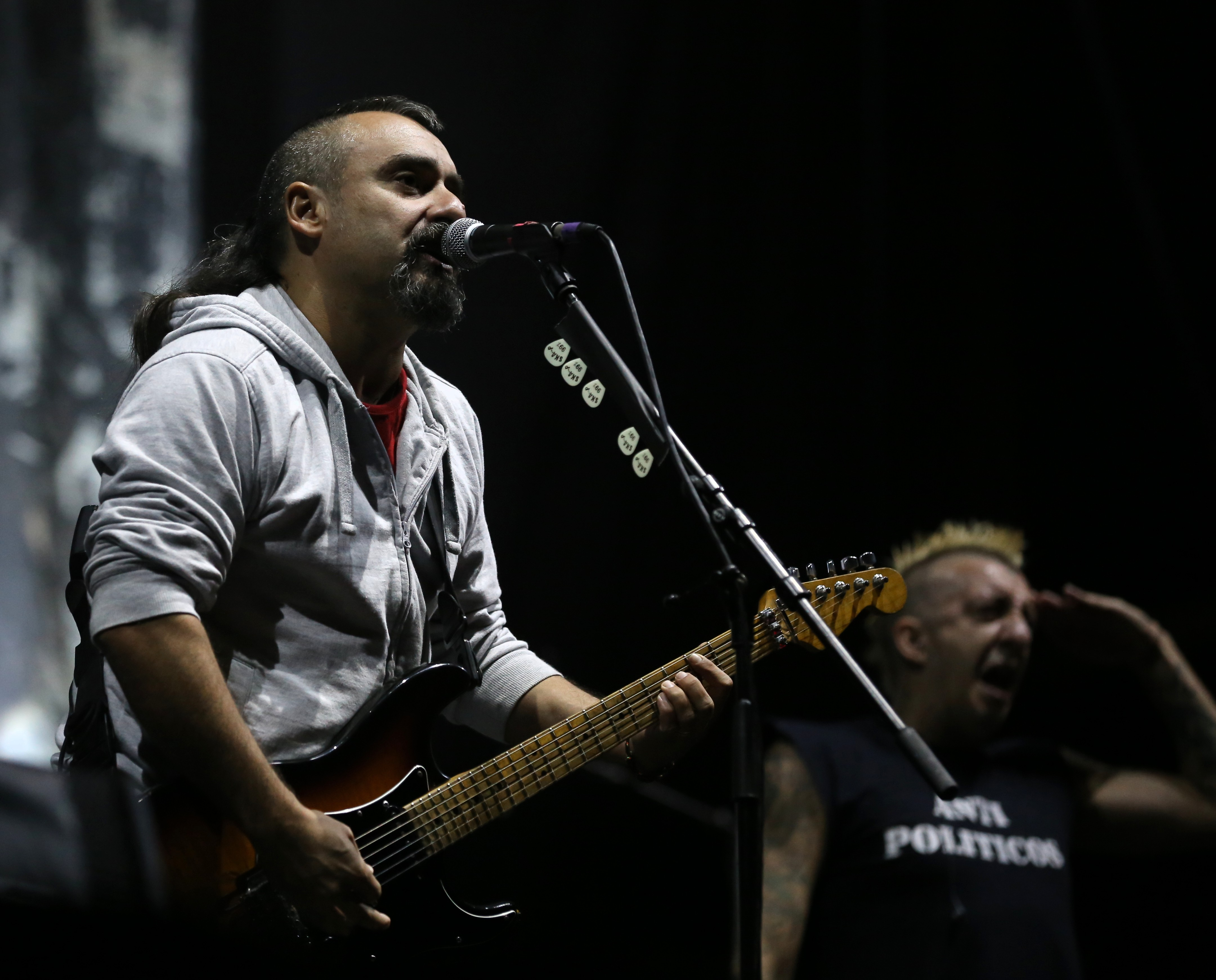
Pulpul (2013)

Pulpul (właściwie Roberto Gañan Ojea) (ur. 1971 w Madrycie) – hiszpański muzyk. Założyciel, wokalista, gitarzysta i wieloletni lider anarchizującego hiszpańskiego zespołu skapunkowego Ska-P.

## Dyskografia

### Ze Ska-P
- 1994 Ska-P
- 1996 El vals del obrero
- 1998 Eurosis
- 2000 Planeta Eskoria
- 2002 Que corra la voz
- 2003 Incontrolable
- 2008 Lágrimas y Gozos